# 和歌山一家8人殺害事件
和歌山一家8人殺害事件（わかやまいっか8にんさつがいじけん）は、第二次世界大戦終結直後の1946年（昭和21年）1月27日に日本の和歌山県和歌山市で発生した大量殺人事件。
犯人の男O（事件当時26歳）が自身の実兄A（当時42歳）とその妻B（当時41歳）、そして彼ら夫婦の息子4人、娘2人の計8人を殺害した。Oは1949年（昭和24年）に最高裁で死刑判決が確定したが、1952年（昭和24年）に恩赦で無期懲役に減刑され、後に仮釈放を認められて出所した。

## 事件の概要
被害者は犯人Oの実兄A（事件当時42歳）と彼の妻B（同41歳）、そして彼ら夫婦の長男（同16歳）・長女（同14歳）・次男（同13歳）・次女（同10歳）・三男（同7歳）・四男（同3歳）の一家8人である。
犯人Oは戦時中志願して通信兵となり、中国戦線や北海道を転戦していたが、その間に和歌山市で暮らしていた実母が1940年（昭和15年）に死去した。実母はOより15歳年長の兄A一家と暮らしていたが、兄嫁Bから虐待されるなど「姑いじめ」を受けていた。Oはその家庭環境から逃げ出す為に兵役についていたが、その直後に実母は虐待死したと疑っていた。すぐにBに対し復讐しようとしたが、証拠もないうえに叔父になだめられたため、実行しなかった。
Oは1945年（昭和20年）10月に復員したが、当時の和歌山市は太平洋戦争末期の和歌山大空襲で焼け野原となっており、Oは当地でバラック住まいをしていたA一家の元に身を寄せる。1946年1月27日の夕食時、BはOの実母が心臓麻痺で苦しみ死んだ最期の形相を真似るなど、心ない仕草をする。これがOの復讐心に火をつけ、1月29日深夜にOは手斧と鑿を用意し、まずA・B夫婦を殺害、次いで彼らの子供6人も「両親がいなくなって不憫」という考えから皆殺しにした。
Oは「これは母の敵討ちだ、1か月後に自首する」などとする書置きをして逃亡したが、1か月しても出頭することは無かった。Oは長崎県内の炭鉱に偽名で働いていたが、「良心の呵責」に耐えられなくなったとして、1948年（昭和23年）3月19日に大阪府大阪市にある朝日新聞大阪本社に現れたところを逮捕された。

## その後の経過
被告人Oは被害者8人への殺人罪に問われ、刑事裁判では1948年4月27日に第一審の和歌山地方裁判所で死刑判決を言い渡された。Oは大阪高等裁判所へ控訴したが、大阪高裁は同年12月6日に控訴棄却の判決を言い渡した。O本人は上告しないと表明していたが、弁護人は最高裁判所に上告した。しかし最高裁は「被告人の意思に反した上告は不適法」として1949年（昭和24年）8月18日に上告棄却の判決を言い渡したため、死刑が確定した。
こうしてOは死刑確定者（死刑囚）となったが、1952年（昭和27年）4月28日付で恩赦を受け、死刑から無期懲役に減刑された。この日は1951年（昭和26年）9月に調印されたサンフランシスコ講和条約が国会の承認を経て正式に発効した日であるが、法務省はこれを「国家的慶事」とみなし、数多くの刑務所収容者を恩赦減刑した。その中にはOや小田原一家5人殺害事件など、死刑確定者12人も含まれていた。この時の死刑確定者で恩赦の対象になったのは殺人犯でも殺人罪のみで死刑が確定したものに限定されていた。そのため、1人殺害であっても脱獄のために刑務官を殺害したり強盗殺人罪といった複数の罪状の死刑確定者は対象になっていない。Oは大阪拘置所の死刑確定者監房から大阪刑務所に身柄を移され、逮捕から20年後の1968年（昭和43年）春に仮釈放された。